# Adrien Morillas
Adrien Morillas (Clermont-Ferrand, 30 mei 1958) is een Frans voormalig motorcoureur.

## Carrière
Morillas maakte zijn internationale motorsportdebuut in 1988 in het wereldkampioenschap superbike, waarin hij in vier raceweekenden op een Kawasaki reed. In de tweede race in Boedapest behaalde hij zijn eerste en enige zege in de klasse. Met 26,5 punten werd hij zestiende in de eindstand. In 1989 maakte hij de overstap naar de 250 cc-klasse van het wereldkampioenschap wegrace, waarin hij op een Yamaha uitkwam. Zijn beste resultaat was een achtste plaats in Joegoslavië en hij werd met 9 punten dertigste in het klassement. Ook reed hij aan het eind van het seizoen vier races in de 500 cc-klasse op een Honda, met een achtste plaats in Zweden als hoogste klassering. Met 26 punten werd hij negentiende in de eindstand.
In 1990 reed Morillas in alle Europese races van het WK 250 cc voor Aprilia. Een zevende plaats in Groot-Brittannië was zijn beste resultaat en met 22 punten eindigde hij op plaats 21 in het klassement. In 1991 reed hij een volledig seizoen in het WK 500 cc op een Yamaha. In iedere race die hij finishte wist hij tot scoren te komen, met een zevende plaats in de seizoensfinale in Maleisië als beste resultaat. Met 71 punten werd hij elfde in het kampioenschap.
In 1992 keerde Morillas terug naar het WK superbike, waarin hij in de tweede seizoenshelft plaatsnam op een Yamaha. Twee zesde plaatsen in zijn eerste weekend op Mugello waren zijn hoogste klasseringen. Met 46 punten werd hij vijftiende in de eindstand. In 1993 reed hij vijf weekenden voor Kawasaki, met een vierde plaats in de seizoensopener op Brands Hatch als beste resultaat. Hij werd achttiende in het kampioenschap met 43 punten. Dat jaar richtte hij zich vooral op het FIM Endurance World Championship (EWC) en wist hij samen met Brian Morrison en Wilfried Veille de 24 uur van Le Mans Moto te winnen.
In 1994 reed Morillas in acht weekenden van het WK superbike voor Kawasaki, waarin een vierde plaats in Hockenheim zijn beste resultaat was. Met 44 punten werd hij negentiende in het klassement. Ook werd hij kampioen in het EWC en won hij samen met Jean-Louis Battistini en Terry Rymer zijn tweede 24 uur van Le Mans Moto. In 1995 reed hij in alle Europese races van het WK superbike op een Ducati, waarin hij zijn hoogste klassering behaalde met een negende plaats in Donington. Met 28 punten werd hij twintigste in de eindstand. In 1996 nam hij deel aan de Thunderbike Trophy op een Honda, voordat hij voor de laatste race overstapte naar Yamaha. Hij behaalde een podiumplaats op het Circuito Permanente de Jerez en won een race op het Circuit Paul Ricard. In alle andere races viel hij echter uit, waardoor hij met 45 punten elfe werd in het kampioenschap.